# 長野県道301号塩尻停車場線
長野県道301号塩尻停車場線（ながのけんどう301ごう しおじりていしゃじょうせん）は、長野県塩尻市大門八番町のJR塩尻駅から塩尻市大門四番町の国道153号交点までを結ぶ一般県道。

## 重複区間
- 長野県道292号御馬越塩尻停車場線（起点・塩尻駅入口交差点〈塩尻市大門〉間）

## 地理

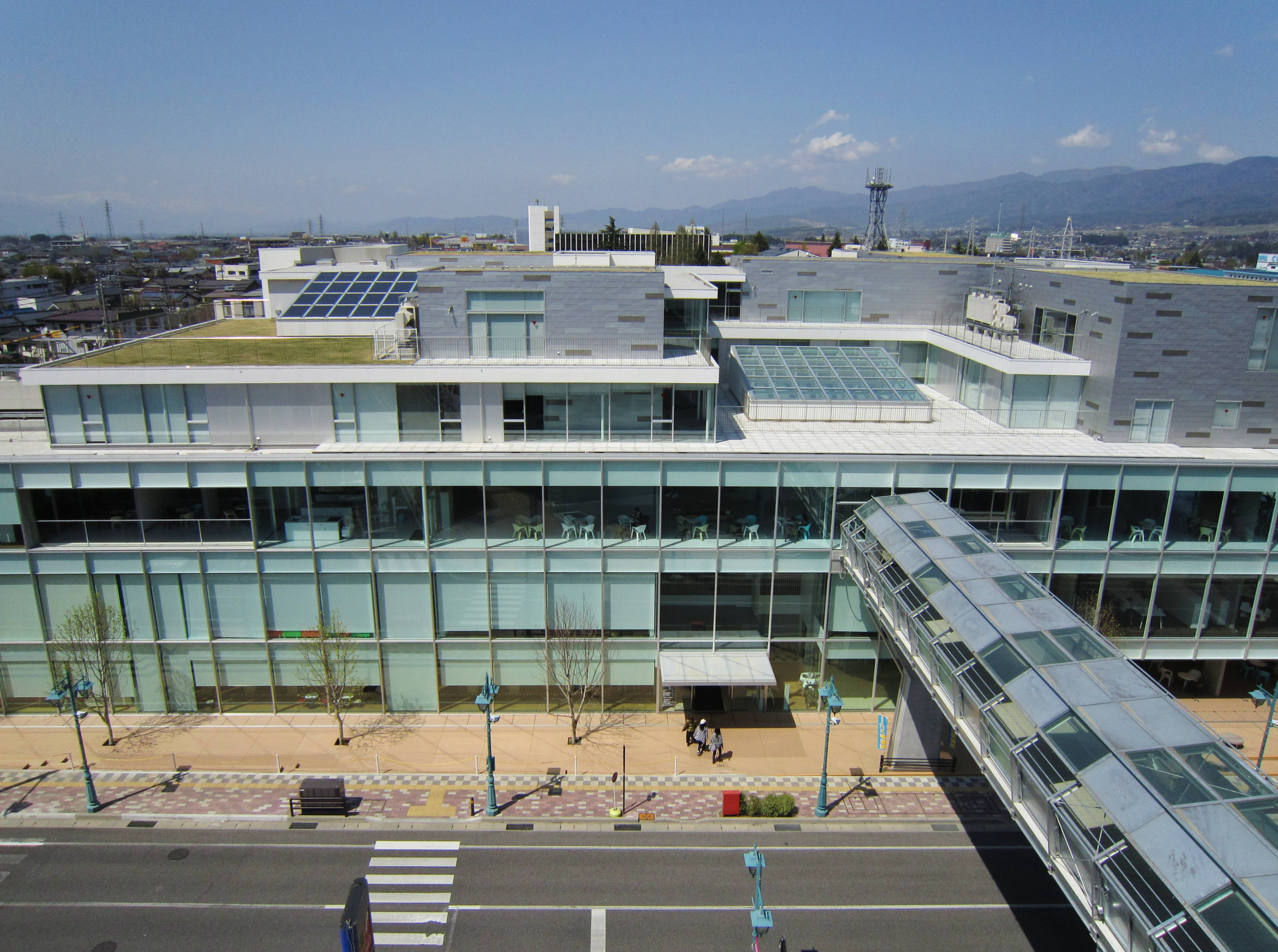
塩尻市市民交流センター「えんぱーく」（塩尻市立図書館本館）

塩尻市のメインストリートになっている。
- 塩尻駅

### 通過する自治体
- 長野県
  - 塩尻市

### 交差する道路
- 長野県道292号御馬越塩尻停車場線（塩尻市大門＝塩尻駅入口交差点）
- 長野県道288号新茶屋塩尻線（塩尻市大門＝大門八番町・一番町交差点）
- 国道153号（塩尻市大門＝下大門交差点、終点）
- 長野県道305号床尾大門線（塩尻市大門＝下大門交差点、終点）